# Europawahl in Litauen 2024
- S&D: 2
- G/EFA: 1
- RE: 2
- EVP: 3
- EKR: 2
- ESN: 1

Die Europawahl in Litauen 2024 fand am 9. Juni als Teil der EU-weiten Europawahl 2024 statt. Sie war die fünfte Wahl zum Europäischen Parlament. In Litauen wurden 11 der 720 Abgeordneten des Europaparlaments gewählt.

## Ausgangslage

### Scheidendes Parlament
| Fraktion                       | Fraktion                                               | Mandate | Partei                      | Partei                                                      | Mandate |
| ------------------------------ | ------------------------------------------------------ | ------- | --------------------------- | ----------------------------------------------------------- | ------- |
|                                | Fraktion der Europäischen Volkspartei                  | 4 / 11  |                             | Tėvynės sąjunga – Lietuvos krikščionys demokratai           | 3 / 11  |
|                                | Fraktion der Europäischen Volkspartei                  | 4 / 11  | Aušra Maldeikienė traukinys | 1 / 11                                                      |         |
|                                | Fraktion der Progressiven Allianz der Sozialdemokraten | 2 / 11  |                             | Lietuvos socialdemokratų partija                            | 2 / 11  |
|                                | Die Grünen/Europäische Freie Allianz                   | 2 / 11  |                             | Lietuvos valstiečių ir žaliųjų sąjunga                      | 2 / 11  |
|                                | Renew Europe                                           | 1 / 11  |                             | Lietuvos Respublikos liberalų sąjūdis                       | 1 / 11  |
|                                | Europäische Konservative und Reformer                  | 1 / 11  |                             | Lietuvos lenkų rinkimų akcija – Krikščioniškų šeimų sąjunga | 1 / 11  |
|                                | Fraktionslose                                          | 1 / 11  |                             | Darbo partija (leiboristai)                                 | 1 / 11  |
|                                |                                                        |         |                             |                                                             |         |
| Quelle: Europäisches Parlament |                                                        |         |                             |                                                             |         |

### Listen und Parteien
| N. | Liste | Liste                                                       | Partei                                                      | Partei                                                      | Europapartei | Erstplatzierter in der Liste |
| -- | ----- | ----------------------------------------------------------- | ----------------------------------------------------------- | ----------------------------------------------------------- | ------------ | ---------------------------- |
| 1  |       | Laisvės partija                                             | Laisvės partija                                             | Laisvės partija                                             | ALDE         | Dainius Žalimas              |
| 2  |       | Lietuvos socialdemokratų partija                            | Lietuvos socialdemokratų partija                            | Lietuvos socialdemokratų partija                            | SPE          | Vilija Blinkevičiūtė         |
| 3  |       | Darbo partija (leiboristai)                                 | Darbo partija (leiboristai)                                 | Darbo partija (leiboristai)                                 | –            | Valentinas Bukauskas         |
| 4  |       | Lietuvos regionų partija                                    | Lietuvos regionų partija                                    | Lietuvos regionų partija                                    | –            | Živilė Pinskuvienė           |
| 5  |       | Lietuvos valstiečių ir žaliųjų sąjunga                      | Lietuvos valstiečių ir žaliųjų sąjunga                      | Lietuvos valstiečių ir žaliųjų sąjunga                      | –            | Aurelijus Veryga             |
| 6  |       | Lietuvos lenkų rinkimų akcija – Krikščioniškų šeimų sąjunga | Lietuvos lenkų rinkimų akcija – Krikščioniškų šeimų sąjunga | Lietuvos lenkų rinkimų akcija – Krikščioniškų šeimų sąjunga | EKR          | Waldemar Tomaszewski         |
| 7  |       | Lietuvos žaliųjų partija                                    | Lietuvos žaliųjų partija                                    | Lietuvos žaliųjų partija                                    | –            | Ieva Budraitė                |
| 8  |       | Tautos ir teisingumo sąjunga (centristai, tautininkai)      | Tautos ir teisingumo sąjunga (centristai, tautininkai)      | Tautos ir teisingumo sąjunga (centristai, tautininkai)      | –            | Petras Gražulis              |
| 9  |       | Lietuvos Respublikos liberalų sąjūdis                       | Lietuvos Respublikos liberalų sąjūdis                       | Lietuvos Respublikos liberalų sąjūdis                       | ALDE         | Eugenijus Gentvilas          |
| 10 |       | Taikos koalicija                                            |                                                             | Lietuvos krikščioniškosios demokratijos partija             | –            | Mindaugas Puidokas           |
| 10 |       | Taikos koalicija                                            | Žemaičių partija                                            | –                                                           |              | Mindaugas Puidokas           |
| 11 |       | Laisvė ir teisingumas                                       | Laisvė ir teisingumas                                       | Laisvė ir teisingumas                                       | –            | Artūras Paulauskas           |
| 12 |       | Krikščionių sąjunga                                         | Krikščionių sąjunga                                         | Krikščionių sąjunga                                         | –            | Algimantas Rusteika          |
| 13 |       | Demokratų sąjunga Vardan Lietuvos                           | Demokratų sąjunga Vardan Lietuvos                           | Demokratų sąjunga Vardan Lietuvos                           | EGP          | Virginijus Sinkevičius       |
| 14 |       | Tėvynės sąjunga – Lietuvos krikščionys demokratai           | Tėvynės sąjunga – Lietuvos krikščionys demokratai           | Tėvynės sąjunga – Lietuvos krikščionys demokratai           | EVP          | Andrius Kubilius             |
| 15 |       | Nacionalinis susivienijimas                                 | Nacionalinis susivienijimas                                 | Nacionalinis susivienijimas                                 | –            | Vytautas Radžvilas           |

## Ergebnis

### Nach Parteien
| Listen                                                                       | Listen                                                      | Stimmen   | %    | Mandate |
| ---------------------------------------------------------------------------- | ----------------------------------------------------------- | --------- | ---- | ------- |
|                                                                              | Tėvynės sąjunga – Lietuvos krikščionys demokratai           | 144.525   | 20,9 | 3       |
|                                                                              | Lietuvos socialdemokratų partija                            | 121.880   | 17,6 | 2       |
|                                                                              | Lietuvos valstiečių ir žaliųjų sąjunga                      | 61.880    | 9,0  | 1       |
|                                                                              | Laisvės partija                                             | 54.797    | 7,9  | 1       |
|                                                                              | Demokratų sąjunga Vardan Lietuvos                           | 40.351    | 5,8  | 1       |
|                                                                              | Lietuvos lenkų rinkimų akcija – Krikščioniškų šeimų sąjunga | 39.199    | 5,7  | 1       |
|                                                                              | Tautos ir teisingumo sąjunga (centristai, tautininkai)      | 36.941    | 5,3  | 1       |
|                                                                              | Lietuvos Respublikos liberalų sąjūdis                       | 36.680    | 5,3  | 1       |
|                                                                              | Lietuvos regionų partija                                    | 35.596    | 5,2  | –       |
|                                                                              | Lietuvos žaliųjų partija                                    | 27.431    | 4,0  | –       |
|                                                                              | Nacionalinis susivienijimas                                 | 25.688    | 3,7  | –       |
|                                                                              | Taikos koalicija (LKDP – ZP)                                | 23.750    | 3,4  | –       |
|                                                                              | Darbo partija (leiboristai)                                 | 11.232    | 1,6  | –       |
|                                                                              | Krikščionių sąjunga                                         | 9.300     | 1,3  | –       |
|                                                                              | Laisvė ir teisingumas                                       | 8.451     | 1,2  | –       |
| Ungültige Stimmen                                                            | Ungültige Stimmen                                           | 13.239    | 1,9  | –       |
| Gesamt                                                                       | Gesamt                                                      | 690.940   | 100  | 11      |
|                                                                              |                                                             |           |      |         |
| Gültige Stimmen                                                              | Gültige Stimmen                                             | 677.701   | –    |         |
| Wähler                                                                       | Wähler                                                      | 690.940   | 28,9 |         |
| Wahlberechtigte                                                              | Wahlberechtigte                                             | 2.387.328 |      |         |
|                                                                              |                                                             |           |      |         |
| Quellen: Lietuvos Respublikos vyriausioji rinkimų komisija, Listen – Mandate |                                                             |           |      |         |